# 草原旱獺
草原旱獭为松鼠科旱獭属的动物，分佈於烏克蘭西部、俄羅斯（歐洲部分）南部、哈薩克斯坦。

## 亚种
草原旱獭有兩個亞種：
- 指名亞種（西部亞種）M. b. bobak
- 恰甘旱獺（東部亞種）M. b. tschaganensis（shaganensis）

古北区的很多旱獺屬生物，如喜馬拉雅旱獺、蒙古旱獺、灰旱獺、森林草原旱獺曾經也被視為它的亞種。